# 10 محرم
- السبت
- الأحد
- الاثنين
- الثلاثاء
- الأربعاء
- الخميس
- الجمعة

- 306 يوليو 2024
- 17 يوليو 2024
- 28 يوليو 2024
- 39 يوليو 2024
- 410 يوليو 2024
- 511 يوليو 2024
- 612 يوليو 2024
- 713 يوليو 2024
- 814 يوليو 2024
- 915 يوليو 2024
- 1016 يوليو 2024
- 1117 يوليو 2024
- 1218 يوليو 2024
- 1319 يوليو 2024
- 1420 يوليو 2024
- 1521 يوليو 2024
- 1622 يوليو 2024
- 1723 يوليو 2024
- 1824 يوليو 2024
- 1925 يوليو 2024
- 2026 يوليو 2024
- 2127 يوليو 2024
- 2228 يوليو 2024
- 2329 يوليو 2024
- 2430 يوليو 2024
- 2531 يوليو 2024
- 261 أغسطس 2024
- 272 أغسطس 2024
- 283 أغسطس 2024
- 294 أغسطس 2024
- 15 أغسطس 2024
- 26 أغسطس 2024
- 37 أغسطس 2024
- 48 أغسطس 2024
- 59 أغسطس 2024

10 مُحرَّم أو 10 مُحرَّم الحرام أو يوم 10 \ 1 (اليوم العاشر من الشهر الأوَّل) هو عاشر أيَّام السنة وفق التقويم الهجري القمري (العربي). يبقى بعده 344 أو 345 يومًا لانتهاء السنة.

## أحداث

تخطيط اسم الحسين بن علي كما هو منقوش في المسجد النبوي.

- 5هـ - وقوع غزوة ذات الرقاع وفيها خرج النبي في جمع من أصحابه إلى نجد يريد قتال بني محارب وبنو ثعلبة من غطفان، لما بلغه أنهم يجمعون الجموع له.
- 61هـ - وقوع معركة كربلاء بين الإمام الحسين بن علي حفيد النبي محمد وجيش يزيد بن معاوية، والتي كان من نتيجتها مقتل الحسين وأهل بيته وأصحابه.
- 561هـ - قيام صلاح الدين الأيوبي بقطع الخطبة للخليفة الفاطمي، والدعاء للخليفة العباسي «المستضيء» بالقاهرة، معلنًا بذلك نهاية الخلافة الفاطمية.
- 648هـ - المسلمون بفارسكور ينجحون في إلحاق الهزيمة بالصليبيين في حملتهم السابعة، وأسر لويس التاسع ملك فرنسا.
- 815هـ - تلاحق العساكر بالناصر فرج بن برقوق في دمشق.
- 1238هـ - توصل عالم المصريات الفرنسي جان فرانسوا شامبليون إلى حل رموز اللغة المصرية القديمة المكتوبة على حجر رشيد، الذي عثرت عليه الحملة الفرنسية على مصر، وقد أدى هذا الاكتشاف إلى معرفة تاريخ مصر القديم على أسس علمية سليمة ونشأة ما يسمى بعلم المصريات.
- 1302هـ - بريطانيا تقرر إخلاء الحاميات المصرية من ميناء زيلع الصومالي، وتقرر أن تكون إدارة ساحل الصومال الممتد من «زيلع» حتى «رأس حافون» تابعة مباشرة لحكومة الهند الخاضعة لبريطانيا.
- 1335هـ - تعيين شرف بن عبد المحسن البركاتي ليتولى منصب قائم مقام لإمارة مكة المكرمة في عهد حسين بن علي الهاشمي.
- 1362هـ - الحكومة العراقية تعلن الحرب على دول المحور وتقف إلى جانب قوات الحلفاء في إطار الحرب العالمية الثانية.
- 1383هـ - اعتقال آية الله روح الله الموسوي الخميني وسجنه في إيران.
- 1400هـ - قيام أحداث انتفاضة محرم من 6 إلى 10 محرم في مدن القطيف والأحساء في المنطقة الشرقية بالسعودية والتي راح ضحيتها عدد كبير من المواطنين الشيعة.
- 1411هـ - احتلال العراق للكويت واشتعال حرب الخليج الثانية، إثر قيام أمريكا بقيادة تحالف دولي لإخراج العراق من الكويت وهو ما تم بالفعل، وعلى إثره ضرب حصار على العراق استمر أكثر من 10 سنوات.
- 1427هـ - وزارة التربية والتعليم في إسرائيل والوكالة اليهودية يوزعان آلاف النسخ لخرائط البلدة القديمة في القدس على أطفال يهود في عشرات المدارس في روسيا حيث وضعت فيها صورة لمجسم الهيكل الثالث مكان قبة الصخرة في المسجد الأقصى.

## مواليد
- 900هـ - غرس الدين ابن النقيب، طبيب شامي.
- 1020هـ - أوليا جلبي، رحّآلة ومستكشف عثماني.
- 1281 هـ - سلمان المحسني، فقيه وشاعر عربي إيراني.
- 1290هـ - سليمان ظاهر، رجل دين ومؤلِّف وأديب وشاعر ومؤرِّخ شيعي لبناني.
- 1311 هـ- محمد بن إبراهيم آل الشيخ، مفتي السعودية.
- 1350هـ - فاتن حمامة، ممثلة مصرية.
- 1395هـ - نورمان أسعد، ممثلة سورية.

## وفيات
- 61هـ -
  - الحسين بن علي، حفيد النبي محمد وثالث أئمة الشيعة.
  - أبو بكر بن الحسن بن علي، ابن الحسن بن علي بن أبي طالب وحفيد الرسول محمد.
  - العباس بن علي، ابن أمير المؤمنين علي بن أبي طالب، وشقيق الحسين.
  - برير بن خضير الهمداني، قارئًا ومعلمًا للقرآن، ومن أصحاب الحسين.
  - حبيب بن مظاهر الأسدي، من أهم أنصار الحسين.
  - جعفر بن عقيل بن أبي طالب، ابن عم الحسين.
  - الحجاج بن مسروق الجعفي، من جنود الحسين.
  - الحر بن يزيد الرياحي، أحد أفراد شرطة عبيد الله بن زياد ومن أصحاب الحسين.
  - الحلاس بن عمر الراسبي، أحد أنصار الحسين.
  - حنظلة بن أسعد الشبامي، معلمًا للقرآن ومن أنصار الحسين.
  - زهير بن القين، من القادة البارزين في معسكر الحسين.
  - عابس بن أبي شبيب الشاكري، من أصحاب الحسين.
  - عبد الرحمن بن عقيل، ابن عم الحسين.
  - عبد الله بن مسلم بن عقيل، أحد أصحاب الحسين.
  - عبد الله الرضيع، طفل الحسين.
  - علي الأكبر بن الحسين، ابن الحسين.
  - عمرو بن خالد البارقي، توفي هو وابنه خالد في نصرة الحسين.
  - القاسم بن الحسن بن علي، ابن الحسن بن علي.
  - محمد بن مسلم بن عقيل، من أصحاب الحسين.
  - مسلم بن عوسجة، من أصحاب الرسول محمد، ومن أصحاب علي بن أبي طالب وولده الحسين.
  - نافع بن هلال، من أصحاب الحسين.
- 227هـ - بشر الحافي، أحد أعلام التصوف في القرن الثالث الهجري.
- 392هـ - أبو القاسم المعدل، محدث عربي.
- 418هـ - أبو إسحاق الإسفراييني، رجل دين وفقيه سُنّي شافعي.
- 634هـ - ياسمين بنت سالم بن علي، محدِّثة.
- 1272هـ - حسن المحسني، فقيه وكاتب وشاعر إيراني.
- 1330هـ - علي بن موسى التبريزي، رجل دين شيعي إيراني.
- 1360هـ - أمين سامي، مؤرخ مصري.
- 1367هـ - إيليا أبو ماضي، شاعر عربي.
- 1400هـ - علي سامي الشيرازي، عالم آثار إيراني.
- 1430هـ - موسى لاشين، عالم مسلم أزهري مصري.

## مناسبات
- صيام يوم عاشوراء.

## وصلات خارجية
- موقع قصة الإسلام: حدث في شهر محرم.